# Oryx Douala
Oryx Club de Douala este un club de fotbal din Douala, Camerun, care și-a obținut cea mai mare parte a succesului în anii 1960. A câștigat Cupa Africană inaugurală a cluburilor campionilor în 1964, învingându-ii pe cei de la Stade Malien cu scorul de 2-1 în finală, devenind astfel prima echipă de club din Camerun care a câștigat un titlul continental. De asemenea, au câștigat cinci titluri de prima ligă și Cupa Camerunului de trei ori, dintre care majoritatea au venit în anii 1960. Oryx Douala a fost fondată în aprilie 1927 și joacă în tricouri cu dungi negre și galbene. Cele 5 victorii de titlul câștigate, îl fac pe cel de- al patrulea club de succes din liga Camerunului Elite One din toate timpurile. Clubul joacă pe terenul Stade de la Réunification cu o capacitate de 45.000 de locuri, în prezent joacă într-o ligă inferioară.

## Palmares și statistici

### Titluri și trofee
| Competiții Naționale | Competiții Continentale                            |
| - Campionatul Camerunului (5) : - Campioni : 1961, 1963, 1964, 1965, 1967. - Cupa Camerunului (4) : - Câștigători : 1956, 1963, 1968, 1970. - Finalistă : 1969. | - Liga Campionilor CAF : - Câștigători (1) - 1965. |

### Finale
| Finale jucate de Oryx Douala în Cupele Continentale – CAF | Finale jucate de Oryx Douala în Cupele Continentale – CAF | Finale jucate de Oryx Douala în Cupele Continentale – CAF | Finale jucate de Oryx Douala în Cupele Continentale – CAF | Finale jucate de Oryx Douala în Cupele Continentale – CAF |
| Liga Campionilor                                          | Liga Campionilor                                          | Liga Campionilor                                          | Liga Campionilor                                          |                                                           |
| Câștigate                                                 | Câștigate                                                 | Câștigate                                                 | Câștigate                                                 |                                                           |
| Anul                                                      | Campioni                                                  | Scor                                                      | Adversar                                                  |                                                           |
| --------------------------------------------------------- | --------------------------------------------------------- | --------------------------------------------------------- | --------------------------------------------------------- | --------------------------------------------------------- |
| 1965                                                      | Oryx Douala                                               | 2 - 1                                                     | Stade Malien                                              |                                                           |

## Performanță în competițiile CAF
- Cupa Africii a Cluburilor Campionilor : 3 prezențe

1965 : Campion
1966 : semifinale
1968 : sferturi de finală
Cupa Africii din 1965 a Cluburilor Campionilor
Oryx Douala s-a calificat la Cupa inaugurală a Cluburilor Campionilor după ce a câștigat liga internă în sezonul precedent. Douala a fost apoi plasată în grupa „Africa Centrală” și, după ce a învins în această grupă, a progresat în semifinale, unde a jucat cu Real Republicans din Ghana, club ce s-a desființat in anul următor. O victorie cu 2-1 a pus Douala în finală, iar o victorie cu 2-1 în fața unei mulțimi de 30.000 de pe stadionul Accra au văzut ca Oryx Douala să fie încoronat campion al Africii. Cu toate acestea, clubul nu a reușit să imite acest succes de atunci, cu o apariție în semifinale, de doi ani fiind cea mai apropiată de care au ajuns.

## Legături externe
- Team website